# Баффало (Техас)
Ба́ффало (англ. Buffalo) — город в округе Лион, штат Техас (США). По данным на 2013 год население Баффало составляло 1846 человек, что делает его крупнейшим городом в округе.

## Описание
Баффало расположен в восточной части Техаса на пересечении шоссе U.S. 79 и I-45; высота над уровнем моря составляет 384 фута (117 м). Общая площадь города 4,04 квадратной мили (10 км2). Климат классифицируется как субтропический муссонный, что соответствует жаркому влажному лету и мягкой прохладной зиме, хотя морозы всё-таки иногда бывают.
Население на 2000 год составляло 1804 человека, в том числе 668 семей, а жилых домов в городе было 815. По расовому признаку 71,4 % были европейской расы, 14,8 % — афроамериканцы, 0,55 % — азиаты, 0,06 % — индейцы, 11,59 % — другой расы, а 1,61 % — метисы. На долю латиноамериканцев приходилось 17,05 % населения. Средний возраст населения города составлял 33 года. 29,8 % жителей были моложе 18 лет; 10,5 % — 18—24 года; 25,0 % — 25—44 года; 21,1 % — 45—64 года; а 13,6 % — от 65 лет и старше. По гендерному признаку соотношение численности мужчин и женщин в среднем составляло 89,5 к 100, а для населения старше 18 лет — 83,6 к 100.
По данным на 2013 год в городе проживали 1846 человек, в том числе 876 (47,5 %) мужчин и 970 (52,5 %) женщины, а средний возраст составлял 35,9 лет. Средний доход на каждого жителя составлял около 19 218 $, а на каждый дом — 37 856 $. В среднем арендная плата была 532 $ за дом.
Самый старый дом, из сохранившихся, был построен в 1872 году.

## Авиакатастрофа 1959 года
29 сентября 1959 года близ Баффало произошла одна из самых резонансных авиакатастроф в истории американской авиации, когда в ясном небе вдруг ни с того ни с сего разрушился совершенно новый (общий «возраст» всего 25 дней) самолёт Lockheed L-188 Electra авиакомпании Braniff Airways, при этом погибли 34 человека. Катастрофа нанесла серьёзный урон этому недавно появившемуся авиалайнеру и его производство уже скоро было свёрнуто. Самой причиной катастрофы был назван флаттер воздушных винтов, приведший к колебаниям двигателей, в результате которых в свою очередь у самолёта оторвало крылья.

## Известные жители
В настоящее время (на 2015 год) в городе проживает Том Арайа — вокалист и основной участник трэш-метал-группы Slayer.